# Petronella Moens

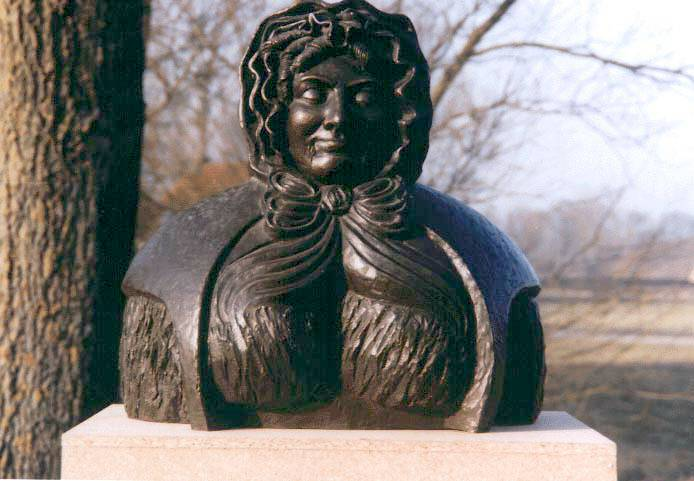
Borstbeeld van Petronella Moens in Aardenburg

Petronella Moens (Kubaard, 16 november 1762 – Utrecht, 3 januari 1843) was een criticus, dichteres en romanschrijfster.

## Leven en werk
Moens werd geboren te Kubaard als telg uit het geslacht Moens en derde kind van de predikant Petrus Moens en Maria Lycklama à Nijeholt. Zij groeide op in Aardenburg (Zeeuws-Vlaanderen). Haar moeder stierf in 1766 in het kraambed bij de geboorte van haar zusje Baukje. Toen Petronella in dat jaar bij familie in IJzendijke logeerde, kreeg ze kinderpokken. Als gevolg hiervan werd ze slechtziend. Desondanks schreef ze tientallen gedichten en boeken. 
In 1785 ontving zij een gouden medaille van het "Amsteldamsch Dicht- en Letterlievend Genootschap Wij streven naar de volmaaktheid" voor haar gedicht De waare christen. Aan het eind van haar leven had ze een lijst van tien onderscheidingen op haar naam staan.
Moens was (honorair) lid van acht veelal patriottische dichtgenootschappen, waaronder de Goudse rederijkerskamer, genaamd De Goudsbloemen. Ze schreef patriottische teksten voor de bundel "Liederen voor het vaderland" en richtte een patriottisch tijdschrift op "De Vriendin van 't Vaderland".
Een deel van haar werk richtte zich tot een publiek van kinderen, zoals uit de titels blijkt, maar zij mengde zich ook in debatten over politieke kwesties als de slavenhandel, waartegen zij zich al vanaf het eind van de 18e eeuw verzette. In een lange brief aan de redactie van de Vaderlandsche Letteroefeningen in 1809 koos zij nadrukkelijk partij voor vrouwen, wier eer zij vond aangetast door een recensie in het tijdschrift De Schouwburg.
Tussen 1786 en 1840 verzamelde Moens bijdragen van familie, vrienden en literaire collega's in haar 'vriendenrol', een album amicorum. In het Album amicorum van Petronella Moens zijn bijdragen te vinden van onder anderen Aagje Deken, Betje Wolff, Hendrik Tollens en Willem Bilderdijk.
Moens was abolitioniste. Ze wijdde een gedicht aan de eerste Franse afschaffing van de slavenhandel in 1794. Na de bombardementen op Algiers in 1816 uitte ze de lof voor de actie tegen de Barbarijse handel in christelijke slaven.
In Aardenburg staat van haar een borstbeeld bij de Baafskerk. Het is gemaakt door de beeldhouwster Ineke Ekkers. Op 1 februari 2000 is de Stichting Petronella Moens, De Vriendin van ’t Vaderland opgericht.

## Vernoemingen
In haar geboortedorp Kubaard is een straat naar haar vernoemd.
In Leiden is een Petronella Moensweg en een Petronella Moenspad.
In Amersfoort is een Petronella Moenslaan.